# Berest (gromada 1969–1972)
Berest (do 31 XII 1968 Mochnaczka Wyżna) – dawna gromada, czyli najmniejsza jednostka podziału terytorialnego Polskiej Rzeczypospolitej Ludowej w latach 1954–1972.
Gromady, z gromadzkimi radami narodowymi (GRN) jako organami władzy najniższego stopnia na wsi, funkcjonowały od reformy reorganizującej administrację wiejską przeprowadzonej jesienią 1954 do momentu ich zniesienia z dniem 1 stycznia 1973, tym samym wypierając organizację gminną w latach 1954–1972.
Gromadę Berest z siedzibą GRN w Bereście utworzono 1 stycznia 1969 w powiecie nowosądeckim w woj. krakowskim w związku z przeniesieniem siedziby GRN gromady Mochnaczka Wyżna z Mochnaczki Wyżnej do Berestu i przemianowaniem jednostki na gromada Berest. Dla gromady ustalono 19 członków gromadzkiej rady narodowej (kwiecień 1969).
Według stanu z 1 stycznia 1970 gromada Berest składała się ze wsi: Berest, Binczarowa, Czyrna, Florynka, Kamienna, Mochnaczka Wyżna, Piorunka, Polany i Wawrzka.
Gromada przetrwała do końca 1972 roku, czyli do kolejnej reformy gminnej.
Uwaga: Gromada Berest (o innym składzie) istniała także w latach 1954–60.